# Elección complementaria de Chile de julio de 1971
El domingo 18 de julio de 1971 se realizó una elección parlamentaria complementaria para llenar la vacancia de un diputado en la Sexta Agrupación Departamental (Valparaíso, Quillota e Isla de Pascua), en la zona central de Chile, luego de la muerte de la diputada demócratacristiana Graciela Lacoste Navarro el 4 de marzo de 1971. Fue la primera vez que la oposición al gobierno de Salvador Allende se presentaba unida en una elección, mediante un acuerdo tácito entre los partidos Demócrata Cristiano, Nacional y Democracia Radical.

## Candidatos

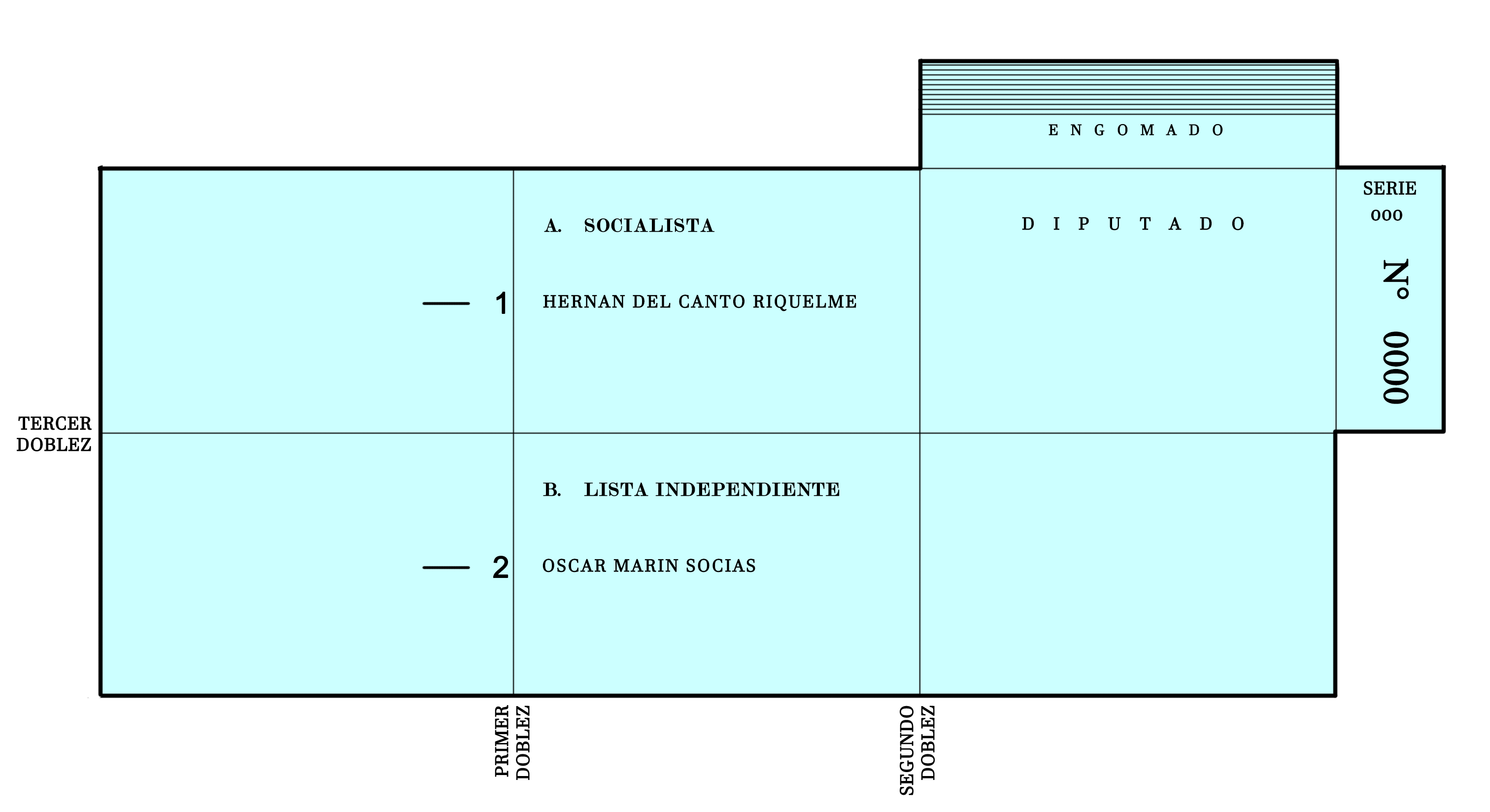
Voto utilizado en la elección.

La elección extraordinaria fue convocada mediante un decreto promulgado el 4 de junio de 1971. La Unidad Popular presentó a Hernán del Canto, secretario general de la Central Única de Trabajadores de Chile y militante del Partido Socialista.
La oposición al gobierno de la Unidad Popular, mediante un acuerdo no oficial, decidió enfrentar esta elección mediante un solo candidato que recibiría el apoyo de los demás partidos; el 16 de junio de 1971 los partidos Nacional y Democracia Radical acordaron apoyar a un candidato único. Se nombró candidato al demócratacristiano Óscar Marín, exmilitante del Partido Radical, quien tuvo que ser inscrito como independiente —reuniendo 2000 firmas— dado que no contaba con el tiempo suficiente de militancia en el PDC.
El plazo para inscribir a los candidatos venció el 28 de junio, y el día 30 se realizó en la Dirección del Registro Electoral el sorteo para la ubicación de los candidatos en la cédula de votación, que era de color celeste; en primer lugar quedó Hernán del Canto, seguido de Óscar Marín.
A partir del 2 de julio comenzaron a exhibirse dos espacios de media hora cada uno en el Canal 4 de Valparaíso, siendo esta la primera elección en la que el Consejo Nacional de Televisión destinaba espacios de propaganda política televisiva; para determinar el orden de aparición de los candidatos se realizó un sorteo, resultando Hernán del Canto en el primer lugar y Óscar Marín en el segundo.

## Resultados
Los resultados de la elección parlamentaria son los siguientes:
|  | 50.83 % |

|  | 49.12 % |

El resultado a nivel de comunas fue el siguiente:
| Comuna                         | Del Canto | Marín  |
| ------------------------------ | --------- | ------ |
| Comuna                         |           |        |
| Departamento de Valparaíso     |           |        |
| Valparaíso                     | 60 104    | 60 536 |
| Viña del Mar                   | 25 393    | 33 017 |
| Quilpué                        | 9097      | 8706   |
| Villa Alemana                  | 4695      | 6137   |
| Limache                        | 4573      | 4896   |
| Olmué                          | 1618      | 1471   |
| Casablanca                     | 1768      | 2339   |
| El Quisco                      | 574       | 1029   |
| Algarrobo                      | 401       | 1467   |
| Departamento de Quillota       |           |        |
| Quillota                       | 8873      | 8834   |
| La Cruz                        | 1850      | 1578   |
| La Calera                      | 6406      | 3589   |
| Hijuelas                       | 1080      | 1066   |
| Llay Llay                      | 2543      | 2133   |
| Nogales                        | 3839      | 1718   |
| Quintero                       | 2044      | 1818   |
| Puchuncaví                     | 1345      | 1116   |
| Departamento de Isla de Pascua |           |        |
| Isla de Pascua                 | 230       | 179    |
| Fuente: La Nación.             |           |        |

## Reacciones
El presidente Salvador Allende declaró, tras saberse el resultado de la elección, que "como Presidente de la República debo respetar —siempre lo haré— el veredicto expresado en las urnas, pero, al mismo tiempo tengo la obligación de señalar y destacar que esta elección no puede significar ni significara, de ninguna manera, que el Gobierno renuncie a la aplicación del Programa de la Unidad Popular y a su realización integral".
El expresidente Eduardo Frei Montalva señaló el triunfo de la oposición como "un gran triunfo para Chile y la democracia".
El triunfo del Partido Demócrata Cristiano mediante el apoyo de los partidos de derecha provocó la renuncia del bloque "tercerista" de la DC, lo que derivó en el surgimiento del Partido Izquierda Cristiana de Chile (IC) que decidió apoyar al gobierno de la Unidad Popular.